# Scuderia C/C
Scuderia C/C (tudi Scuderia Chiron/Caracciola) je nekdanje monaško dirkaško moštvo, ki je nastopalo na dirkah za Veliko nagrado v sezoni 1933. 
V začetku leta 1933 sta ga ustanovila Louis Chiron in Rudolf Caracciola, ki sta s svojima dirkalnikoma Alfa Romeo Monza pred sezono veljala za ena izmed favoritov. Chironov dirkalnik je bil obarvan temno-modro z belimi horizontalnimi črtami med tem, ko je bil Caracciolin dirkalnik bel z modrimi črtami. V začetku leta sta podpisala pogodbo za nakup dveh 2,3 L dirkalnikov Alfa Romeo Monza in enega v izvedbi športnega dirkalnika v Milanu. Načrtovala sta nastop na vseh pomembnejših dirkal za Veliko nagrado, pa tudi nekaj gorskih dirkah, kar je pomenilo za Caracciolo dirkanje z Bugattijem. Načtrovala sta tudi nastop na dirkah za 24 ur Le Mansa in 24 ur Spaja. Daimler-Benz jima je dal na razpolago velik dvotonski tovornjak za prevoz dirkalnikov, soproga Charly Caracciola pa je bila športna direktorica.
Toda že na prvi dirki sezone za Veliko nagrado Monaka se je Caracciola huje poškodoval. Ko je bilo jasno, da bo nemški dirkač moral zaradi poškodbe počivati več kot leto dni, je Chiron moštvo razpustil in avgusta prestopil v moštvo Scuderia Ferrari. Še pred tem pa je za moštvo nastopil na devetih dirkah, na katerih je dosegel tri zmage. Po četrtih mestih na dirkah za Veliko nagrado Monaka in Eifelrennen, je zmagal na dirkah za Veliko nagrado Marseilla, Veliko nagrado Masaryka in Veliko nagrado Španije. Zadnja je bila dirka najvišjega tipa Grandes Épreuves, hkrati pa tudi zadnja dirka za moštvo.